# 王德寶
王德宝（1918年5月7日—2002年11月1日），男，江苏泰兴人，中国生物化学家，中国科学院院士。

## 生平
1940年毕业于國立中央大学。1951年获美国西部保留地大学博士学位。1951年至1954年在美国约翰·霍普金斯大学从事博士后研究。曾任中国科学院上海生物化学与细胞生物学研究所研究员。1980年当选为中国科学院院士（学部委员）。